# جاكوب بن نيسيم
جاكوب بن نيسيم و اسمه الكامل يعقوب بن نسيم بن شاهين كان فيلسوفًا ورياضيًا يهودًا عاش في القيروان بتونس في القرن العاشر. كان أصغر معاصر للسعدية. في طلب جاكوب ، كتبت شيرارا غاون مقالة بعنوان Iggeret ، حول تنقيح الميشناه. يرجع الفضل إلى يعقوب في تأليف تعليق عربي على سيفيرا Yéhirah (مترجم إلى العبرية من قبل موسى بن يوسف).
ويؤكد في المقدمة أن سعدية ، بينما كان يعيش في مصر ، اعتاد أن يتعامل مع أسئلة تافهة جدا لإسحاق بن سليمان من القيروان ، وأنه ، عند تلقي تعليق سعدية ، وجد أن النص لم يفهمه المعلق. ولذلك قرر جاكوب كتابة تعليق آخر. وفي نفس المقدمة ، يتحدث يعقوب عن جالينوس ، مكرراً القصة التي تقول إن الطبيب المحتفى به يهودي يدعى «غاماليل». الترجمة العبرية لتعليق يعقوب لا تزال موجودة في المخطوطة (Munich MSS.، No. 92، 20؛ De Rossi MSS.، No. 769)؛ المقتطفات منه من قبل M. H. Landauer و Dukes.
كتب يعقوب بن نسيم عمل في الرياضيات الهندية تحت عنوان حساب الغبار (بالعبرية: האבק חשבון).
أن ابنه وطالب، نسيم (ويشار إليها في الأدب رباني لاحق Rabbeinu نسيم، أو في العبرية רבנו ניסים)، أصبح لاحقا رئيس يشيفا في القيروان.